# Lola Grandjean
Pour les articles homonymes, voir Grandjean.
Lola Grandjean Pavesi, née le 3 avril 2000[Où ?], est une archère française.

## Carrière
Lola Grandjean est sacrée championne d'Europe par équipe en arc à poulies en 2021 à Antalya avec Sophie Dodémont et Tiphaine Renaudin.

## Décoration
- Médaille de la jeunesse, des sports et de l'engagement associatif, bronze (2025)[2].